# Лаинес, Диего
Диего Лаи́нес (исп. Diego Laínez; 1512—19 января 1565) — второй генерал ордена иезуитов. Один из основателей ордена иезуитов, составитель его статута и объяснений (declarationes) к статуту. Компаньон святого Игнатия Лойолы, его преемник и биограф.

## Биография
Родился в Альмасане, Кастилия, в  сефардской еврейской семье . Он изучал грамматику в Сории, а затем в Сигуэнсе . Продолжил обучение в университете Алькала-де-Энарес, где в 1522 году  получил докторскую степень по философии. Изучал богословие в Парижском университете , там он познакомился с Олиго де Лойолой,  Петром Фавром, Франциском Ксаверием, Альфонсо Салмероном, Николасом Бобадильей и Симоном Родригесом. 
15 августа 1534 года, в день Успения Пресвятой Богородицы, на Монмартре, в церкви Святого Дионисия, во время мессы,  принес обеты нестяжания, целомудрия и миссионерства в Святой Земле. В случае невозможности выполнения последнего обета до 1 января 1538 года было решено отправиться в Рим и предоставить себя в распоряжение Святому Престолу. 24 июня 1537 года вместе с товарищами был рукоположен в священники.

## На службе Святому Престолу
Лайнез был папским послом во время всех трёх периодов Тридентского Собора . Одно время он также был профессором схоластического богословия в Римском университет Ла Сапиенца.  Между первым и вторым периодом Собора он внес свой вклад в реформу монастырей и епархий. Проповедовал во Флоренции, Венеции и других городах, потом на Сицилии. Оттуда он сопровождал флот Гаспара де Валлье в успешном рейде на Триполи, который был базой для мусульманских пиратов. Находился в Африке до 5 октября 1550 года, когда его призвали в Рим.

## Генерал Общества Иисуса
27 сентября 1540 года устав нового ордена — Общества Иисуса — был утверждён папской буллой «Regimini militantis ecclesiae». По настоянию Лаинеса, первым генеральным настоятелем ордена, 19 апреля 1541, был избран  Лойола. После смерти Игнатия Лойолы в1556 году  Диего Лайнез исполнял обязанности генерального викария Общества. Из-за внутреннего кризиса и сложных отношений с Папой Павлом IV Генеральная конгрегация Общества задержалась на два года. Когда он был наконец созван и открыт 2 июля 1558 года, Лайнез был избран в ходе первого голосования и стал вторым Генеральным настоятелем Общества Иисуса. 
Его управление считается одним из самых плодотворных для развития ордена с точки зрения представительской деятельности в целом. Импульс, который он дал образовательным центрам, переместил ось иезуитских представительств из резиденций в школы. Были многочисленные просьбы об открытии школ из многих стран. 
Он поучаствовал в создании шести новых провинций. Благодаря его влиянию Общество Иисуса было повторно допущено во Францию, и двери Польши были открыты. 
Пий IV послал его с легатом Ипполито д'Эсте ко двору Франции (1561 год) для помощи католикам в борьбе с протестантами, причём он обнаружил по отношению к протестантам сравнительную умеренность и человечность; после его поездки иезуитов допустили в эту страну, хотя и на особых условиях. 

## Сочинения
- Lainii Monumenta: Epistolae et Acta (8 томов ), IHSI, Мадрид, 1912-17.
- Disputationes tridentinae , опубликовано в 1885 году.